# Roger Crozier Saving Grace Award
Roger Crozier Saving Grace Award je titul udělovaný každou sezónu brankáři v NHL, který má největší procento chycených střel a hrál minimálně v 25 utkáních základní části.

## Listina vítězů Roger Crozier Saving Grace Award
| Roger Crozier Saving Grace Award - (největší % chycených střel) |                                 |                                                 |
| Sezóna                                                          | Hráč                            | Tým                                             |
| 1999–2000                                                       | Ed Belfour                      | Dallas Stars                                    |
| 2000–2001                                                       | Marty Turco                     | Dallas Stars                                    |
| 2001–2002                                                       | José Théodore                   | Montreal Canadiens                              |
| 2002–2003                                                       | Marty Turco                     | Dallas Stars                                    |
| 2003–2004                                                       | Dwayne Roloson Miikka Kiprusoff | Minnesota Wild Calgary Flames a San Jose Sharks |
| 2004–2005                                                       | Stávka v NHL                    | Stávka v NHL                                    |
| 2005–2006                                                       | Cristobal Huet                  | Montreal Canadiens                              |
| 2006–2007                                                       | Niklas Bäckström                | Minnesota Wild                                  |
| 2007–2008                                                       | Craig Anderson                  | Florida Panthers                                |
| 2008–2009                                                       | Tim Thomas                      | Boston Bruins                                   |
| 2009–2010                                                       | Tuukka Rask                     | Boston Bruins                                   |
| 2010–2011                                                       | Tim Thomas                      | Boston Bruins                                   |
| 2011–2012                                                       | Brian Elliott                   | St. Louis Blues                                 |
| 2012–2013                                                       | Craig Anderson                  | Ottawa Senators                                 |
| 2013–2014                                                       | Josh Harding                    | Minnesota Wild                                  |
| 2014–2015                                                       | Carey Price                     | Montreal Canadiens                              |
| 2015–2016                                                       | Brian Elliott                   | St. Louis Blues                                 |
| 2016–2017                                                       | Sergej Bobrovskij               | Columbus Blue Jackets                           |
| 2017–2018                                                       | Carter Hutton                   | St. Louis Blues                                 |
| 2018–2019                                                       | Ben Bishop                      | Dallas Stars                                    |
| 2019–2020                                                       | Anton Chudobin                  | Dallas Stars                                    |
| 2020–2021                                                       | Alex Nedeljkovic                | Carolina Hurricanes                             |
| 2021–2022                                                       | Igor Šesťorkin                  | New York Rangers                                |
| 2022–2023                                                       | Linus Ullmark                   | Boston Bruins                                   |
| 2023–2024                                                       | Anthony Stolarz                 | Florida Panthers                                |
| 2024–2025                                                       | Connor Hellebuyck               | Winnipeg Jets                                   |
| Zdroj na eliteprospects.com                                     |                                 |                                                 |

## Jiní brankáří
Brankáři s největším procentem chycených střel před ustanovením Roger Crozier Saving Grace Award.
| Sezóna    | Hráč            | Tým                 |
| --------- | --------------- | ------------------- |
| 1982–1983 | Roland Melanson | New York Islanders  |
| 1983–1984 | Roland Melanson | New York Islanders  |
| 1984–1985 | Pelle Lindbergh | Philadelphia Flyers |
| 1985–1986 | Bob Froese      | Philadelphia Flyers |
| 1986–1987 | Ron Hextall     | Philadelphia Flyers |
| 1987–1988 | Patrick Roy     | Montreal Canadiens  |
| 1988–1989 | Patrick Roy     | Montreal Canadiens  |
| 1989–1990 | Patrick Roy     | Montreal Canadiens  |
| 1990–1991 | Ed Belfour      | Chicago Blackhawks  |
| 1991–1992 | Patrick Roy     | Montreal Canadiens  |
| 1992–1993 | Curtis Joseph   | St. Louis Blues     |
| 1993–1994 | Dominik Hašek   | Buffalo Sabres      |
| 1994–1995 | Dominik Hašek   | Buffalo Sabres      |
| 1995–1996 | Dominik Hašek   | Buffalo Sabres      |
| 1996–1997 | Dominik Hašek   | Buffalo Sabres      |
| 1997–1998 | Dominik Hašek   | Buffalo Sabres      |
| 1998–1999 | Dominik Hašek   | Buffalo Sabres      |